# Moràvia
|  | Per a altres significats, vegeu «Moravia». |

Moràvia (txec i eslovac: Morava, alemany: Mähren, hongarès: Morvaország, polonès: Morawy) és una regió històrica a l'est de la República Txeca. Limita a l'oest amb la regió de Bohèmia i a l'est amb Eslovàquia. Va prendre el nom del riu Morava, que travessa el nord-oest de la regió. La capital i principal ciutat és Brno.

## Orografia
És una regió de contacte entre els últims contraforts del massís hercinià de Bohèmia i els Carpats Blancs, i al mig s'insereix la vall del Morava, que s'obre, al sud, cap a la plana pannònica i, al NE, cap a la conca de l'Oder. És una regió de transició i de pas entre l'Europa del sud, o danubiana, i la del nord, o país del Vístula. Constitueix una àmplia depressió, recoberta de sediments terciaris i quaternaris i drenada per la xarxa del Morava, la qual depressió es presenta com un conjunt de diverses conques i de diversos altiplans i turons tallats per les valls dels rius. Al N, entre la serralada del Jesenik i els primers contraforts occidentals dels Beskidy Occidentals, comprèn la Silèsia, que correspon a l'alta conca de l'Oder, rica zona carbonífera.

## Economia
És una de les regions agrícoles riques de l'Europa central, ja que les terres són molt fèrtils. Té conreus molt intensius, i produeix cereals (blat i ordi), patates, bleda-rave sucrera, llúpol, fruita, lli, raïm i tabac. També hi és important la ramaderia bovina i la porcina. Gràcies als seus rics jaciments de lignit, s'hi ha desenvolupat una important indústria siderúrgica i metal·lúrgica, bàsicament a Silèsia. També són importants altres indústries, més esteses, com la química, la tèxtil, la de la fusta, la de construcció de maquinària, la de blanqueria i l'alimentària.

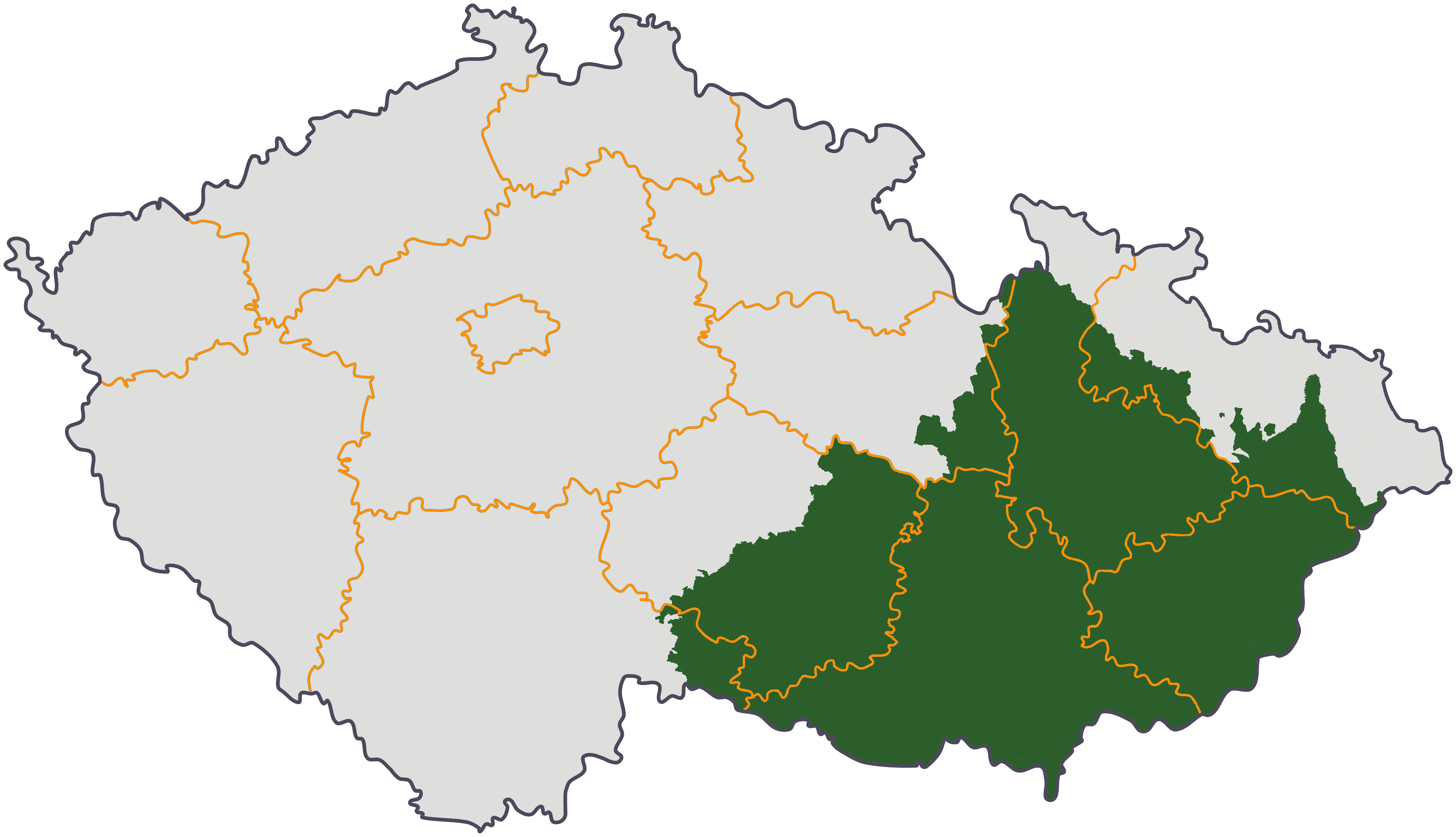
Mapa de Moràvia dins la República Txeca

## Història

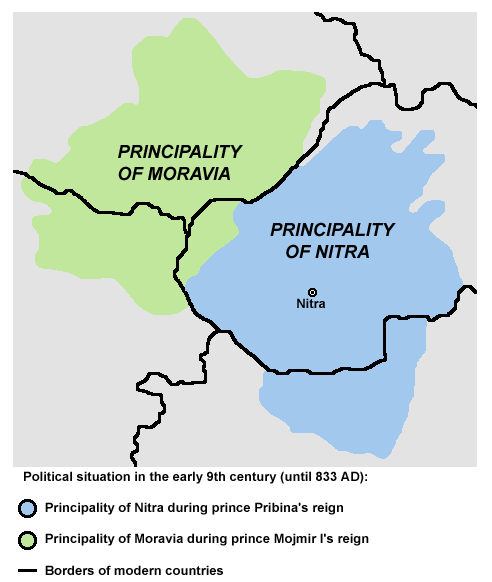
Principats de Nitra i de Moràvia a principis del segle IX

Hi ha testimonis de poblament a Moràvia des del 1300 aC, però els primers habitants coneguts foren els bois (boii), poble d'origen cèltic (segle v aC), i posteriorment fou ocupada pel poble germànic dels marcomans. A partir del segle V fou poblada pels eslaus, que la integraren a l'estat de Samo (623-635).
Després de la desfeta de l'imperi Carolingi, del qual Moràvia havia estat tributària, el príncep Mojmir I fundà la Gran Moràvia (830), que rebé el cristianisme dels missioners romans d'Orient Ciril i Metodi (vers el 860) i que arribà a l'esplendor màxima en temps de Svatopluk (870-894). Les migracions magiars (908) i poloneses significaren la fi de la Gran Moràvia, que fou annexada per l'emperador Otó I com a marca del Sacre Imperi Romanogermànic (955); des d'aleshores Moràvia seguí generalment la sort de Bohèmia.
Al final de l'edat mitjana, el progressiu malcontentament camperol, degut a l'opressió de les relacions entre senyors feudals i vassalls, donà lloc al moviment popular dels hussites; després de la batalla de Mohács (1526), el país fou incorporat a l'imperi dels Habsburg, incorporació que restà consolidada després de la batalla de la Muntanya Blanca (1620). Més tard formà una província de l'Imperi Austrohongarès.
En acabar la Primera Guerra Mundial (1918), Moràvia formà part de Txecoslovàquia, fins que fou ocupada per Adolf Hitler (març del 1939) i passà a formar part del Protectorat de Bohèmia-Moràvia; desaparegut aquest al final de la Segona Guerra Mundial (1945), s'integrà a la República Socialista de Txecoslovàquia i, amb el desmembrament d'aquesta el 1993, passà a formar part de la República Txeca, juntament amb Bohèmia.
En els darrers anys han aparegut moviments autonomistes, representats per la Hnutí za Samospravnou Demokracii Moravy a Slezska (Unió Democràtica Autonomista per a Moràvia i Silèsia, HSDMS), fundada el 1989 i dirigida per Jan Krycer, que reclama autonomia per a Moràvia i Silèsia.

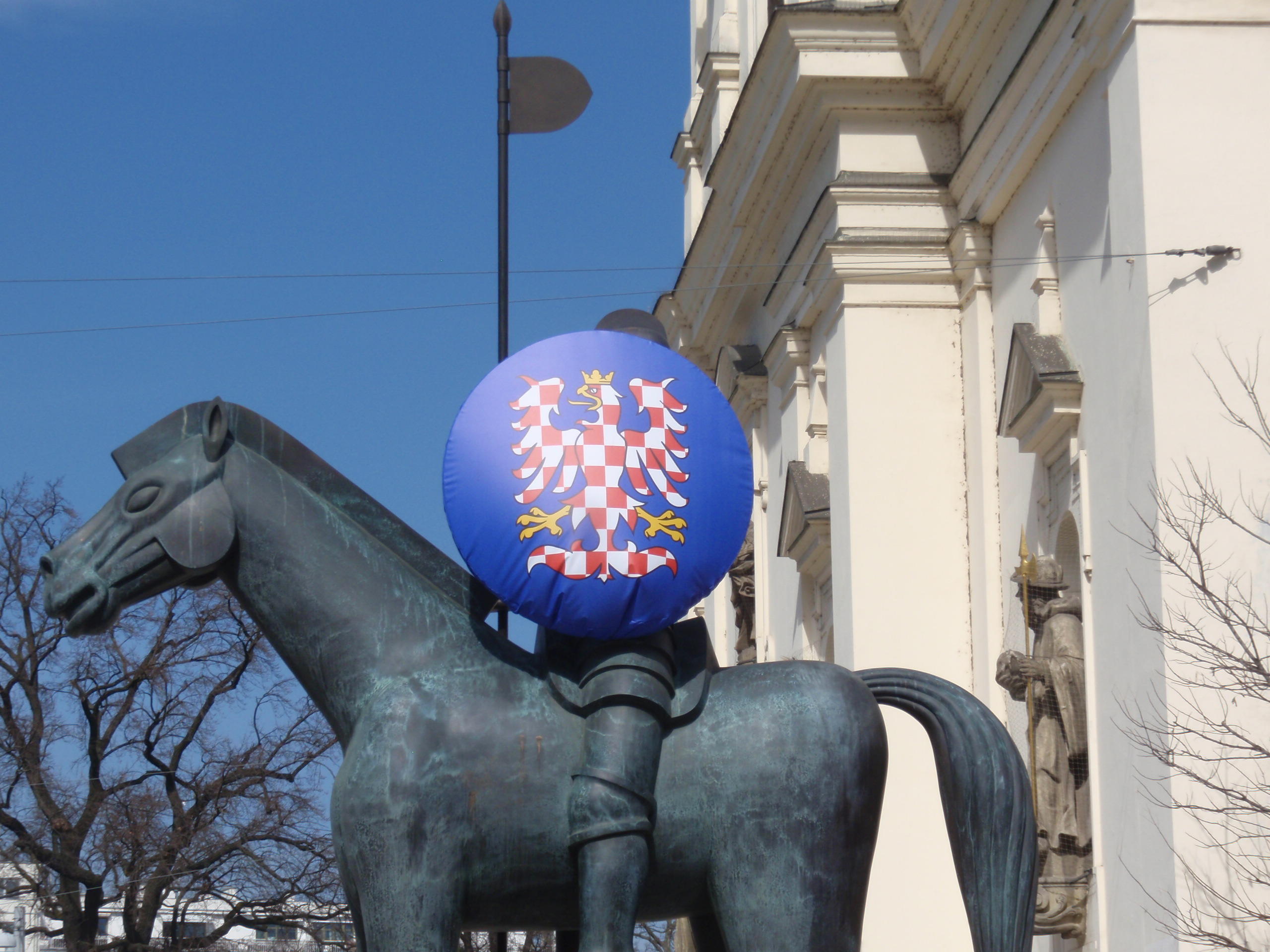
Estàtua eqüestre de Jobst de Moràvia a Moravské náměstí (Plaça de Moràvia) a Brno. L'escut rodó que tenia el cavaller es va proveir de l'escut d'armes de Moràvia el 26 de març de 2021. Els representants de la ciutat de Brno l’utilitzen per commemorar el cens de població, cases i habitatges del 2021.

## Llista dels municipis amb més habitants
| Posició | Municipi         | Districte                    | Població |
| ------- | ---------------- | ---------------------------- | -------- |
| 1       | Brno             | Districte de Brno-město      | 378.965  |
| 2       | Ostrava          | Districte d'Ostrava-město    | 299.529  |
| 3       | Olomouc          | Districte d'Olomouc          | 99.529   |
| 4       | Zlín             | Districte de Zlín            | 75.660   |
| 5       | Frýdek-Místek    | Districte de Frýdek-Místek   | 57.747   |
| 6       | Přerov           | Districte de Přerov          | 45.082   |
| 7       | Jihlava          | Districte de Jihlava         | 50.669   |
| 8       | Prostějov        | Districte de Prostějov       | 44.387   |
| 9       | Třebíč           | Districte de Třebíč          | 33.575   |
| 10      | Znojmo           | Districte de Znojmo          | 34.073   |
| 11      | Uherské Hradiště | Districte d'Uherské Hradiště | 33.823   |
| 13      | Břeclav          | Districte de Břeclav         | 24.881   |
| 12      | Uherský Brod     | Districte d'Uherské Hradiště | 16.590   |
| 14      | Příbor           | Districte de Nový Jičín      | 8.447    |
| 15      | Telč             | Districte de Jihlava         | 5.410    |
| 16      | Luhačovice       | Districte de Zlín            | 5.093    |

## Patrimoni de la Humanitat per la UNESCO als Països Moràvians
- 1992: El centre històric de Telč.
- 1994: L'església de Sant Joan Nepomucè, lloc de pelegrinatge a Zelená Hora.
- 1996: El Paisatge cultural de Lednice i Valtice.
- 1998: Els jardins i el castell de Kroměříž.
- 2000: Columna de la Santíssima Trinitat d'Olomouc.
- 2001: La Vila Tugendhat a Brno.
- 2003: El barri jueu i la basílica de Sant Procopi de Třebíč.

## Fills il·lustres
- Jan Amós Coemnius - un filòsof, gramàtic i pedagog
- Sigmund Freud - un neuròleg austríac
- Kurt Gödel - un matemàtic austríac-americà, un lògic
- Alois Hába - compositor i teòric musical
- Bohumil Hrabal - un escriptor
- Edmund Husserl - un filòsof alemany
- Leoš Janáček - un compositor
- Maria Jeritza - una cèlebre soprano morava
- Jan Kubiš - un soldat l'exèrcit txecoslovac que participà en l'Operació Antropoide, l'assassinat del Reichsprotektor Reinhard Heydrich
- Milan Kundera - un escriptor
- Ivan Lendl - un tennista professional txecoslovac
- Joan II de Liechtenstein - Príncep de Liechtenstein
- Franz I de Liechtenstein - Príncep de Liechtenstein
- Adolf Loos - un arquitecte
- Ernst Mach - i filòsof austríac
- Gustav Mahler - un compositor austríac
- Gregor Mendel - un religiós agustí i naturalista
- Jobst de Moràvia - Rei d'Alemanya (Rei dels Romans)
- Alfons Mucha - artista gràfic
- Oskar Schindler - un industrial txec, d'origen alemany
- Joseph Schumpeter - economista austro-nord-americà
- Tom Stoppard - autor dramàtic britànic
- Ivana Trump - una model, esquiadora, escriptora, dissenyadora i empresària
- Emil Zátopek - un atleta txec